# 津別テレビ中継局
津別テレビ中継局（つべつテレビちゅうけいきょく）は、北海道網走郡津別町高台にあるテレビ中継局。

## 概要
- 津別中継局には1974年3月15日にNHK北見放送局のテレビ中継局が設置されたが、国の電気通信格差是正事業により、テレビ北海道（TVh）を除く在札民放テレビ局の中継局を1996年12月11日に開局させた。なお、同日よりNHK北見放送局の出力が、1Wから民放と同じ3Wに増力された。また、地上デジタル放送（地デジ）は、2015年3月に開局するTVhを除いて2009年12月14日に開局。民放は当初、自力建設困難となっていた。
- 電波は南に向けて強く出ているが、正式な受信エリアは主に津別町の中心市街地となっている。

## 中継局概要

### デジタルテレビ放送
| リモコン 番号 | 放送局名             | チャンネル 番号 | 空中線 電力 | ERP   | 偏波面   | 放送対象地域 | 放送区域 内世帯数 | 運用開始日      |
| ------------- | -------------------- | --------------- | ----------- | ----- | -------- | ------------ | ----------------- | --------------- |
| 1             | HBC 北海道放送       | 32              | 300mW       | 1W    | 水平偏波 | 北海道       | 約1,900世帯       | 2009年 12月14日 |
| 2             | NHK 北見教育         | 23              | 300mW       | 1.15W | 水平偏波 | 全国         | 約1,900世帯       | 2009年 12月14日 |
| 3             | NHK 北見総合         | 30              | 300mW       | 1.15W | 水平偏波 | オホーツク圏 | 約1,900世帯       | 2009年 12月14日 |
| 5             | STV 札幌テレビ放送   | 29              | 300mW       | 1W    | 水平偏波 | 北海道       | 約1,900世帯       | 2009年 12月14日 |
| 6             | HTB 北海道テレビ放送 | 31              | 300mW       | 1W    | 水平偏波 | 北海道       | 約1,900世帯       | 2009年 12月14日 |
| 7             | TVh テレビ北海道     | 25              | 300mW       | 1W    | 水平偏波 | 北海道       | 約1,900世帯       | 2015年 3月31日  |
| 8             | UHB 北海道文化放送   | 33              | 300mW       | 1W    | 水平偏波 | 北海道       | 約1,900世帯       | 2009年 12月14日 |

- 所在地： 網走郡津別町高台[2]
- 放送区域： 津別町の一部[3][2][1]
- TVhを除く各局は2009年9月4日に予備免許が交付され[1]、11月20日に試験電波を発射[1]。12月14日に本免許が交付され[3][1]、同日に本放送を開始した[1]。
- TVhは長らくチャンネルが割り当てられていなかったが、2015年2月16日に予備免許が交付され[4]、3月3日午前11時（JST）に試験電波発射[5]、3月31日に本免許交付され、同日に本放送を開始した[6]。これにより、TVhはオホーツク圏全域（ケーブルテレビで再送信を開始した西興部村を含む）をカバーすることになった。

### アナログテレビ放送
| チャンネル 番号 | 放送局名             | 空中線 電力       | ERP                 | 偏波面       | 放送対象地域 | 放送区域 内世帯数 | 運用開始日      |
| --------------- | -------------------- | ----------------- | ------------------- | ------------ | ------------ | ----------------- | --------------- |
| 40              | UHB 北海道文化放送   | 映像3W/ 音声750mW | 映像12W/ 音声3.1W   | 水平偏波     | 北海道       | 約1,930世帯       | 1996年 12月11日 |
| 42              | HTB 北海道テレビ放送 | 映像3W/ 音声750mW | 映像12W/ 音声3.1W   | 水平偏波     | 北海道       | 約1,930世帯       | 1996年 12月11日 |
| 44              | STV 札幌テレビ放送   | 映像3W/ 音声750mW | 映像12W/ 音声3.1W   | 水平偏波     | 北海道       | 約1,930世帯       | 1996年 12月11日 |
| 48              | HBC 北海道放送       | 映像3W/ 音声750mW | 映像12W/ 音声3.1W   | 水平偏波     | 北海道       | 約1,930世帯       | 1996年 12月11日 |
| 50              | NHK 北見教育         | 映像3W/ 音声750mW | 映像12.5W/ 音声3.2W | 水平偏波     | 全国         | 約1,930世帯       | 1974年 3月15日  |
| 52              | NHK 北見総合         | 映像3W/ 音声750mW | 映像12.5W/ 音声3.2W | 水平偏波     | オホーツク圏 | 約1,930世帯       | 1974年 3月15日  |
| （割当なし）    | TVh テレビ北海道     | （開局せず）      | （開局せず）        | （開局せず） | （開局せず） | （開局せず）      | （開局せず）    |

- 所在地： デジタルテレビ放送に同じ[7]
- 放送区域： 津別町の一部[7]
- 施設はNHK北見放送局は単独、民放各局は共同使用である。
- 2011年7月24日をもってすべて廃止された。